# Charles-Pierre Bernard
Pour les articles homonymes, voir Bernard.
Charles-Pierre Bernard, né le 8 avril 1901 à Asnières-sur-Seine et mort le 5 août 1991 à Belhomert-Guéhouville, est un peintre français.

## Biographie
Charles Pierre Armand Bernard naît en 1901 à Asnières-sur-Seine,, fils de Constant Lucien Bernard, comptable, et de Berthe Marie Antoinette Bonnet, son épouse.
Élève d'Eugène Cormon, de Jean-Pierre Laurens et de Émile Renard, sociétaire de la Société des artistes français, il obtient en 1928 une mention honorable au Salon des artistes français,  puis en 1929 une médaille d'argent.
Il est établi à Courbevoie au milieu des années 1920 ; à Paris, 22, rue Saint-Ferdinand dans les années 1928-1931, et 10, square Henry-Paté en 1946.
Il meurt en 1991 à Belhomert-Guehouville.

## Expositions
- Nature morte, 68e exposition de la Société des amis des arts de Seine-et-Oise, Versailles, 1925[3]
- Baigneuses, Salon des artistes français, 1928[4]
- Nu, Salon des artistes français, 1929[7]
- Entrée de village en hiver et Fin d'été, 38e Salon d'hiver, musée des Beaux-Arts, Paris, 1946[5]